# Wereldkampioenschappen rodelen 2025
De wereldkampioenschappen rodelen 2025 werden gehouden van 6 tot en met 8 februari op de baan van het Whistler Sliding Centre in Whistler, Canada.

## Wedstrijdschema
| Datum      | Tijd  | Onderdeel                    | Aantal deelnemers |
| ---------- | ----- | ---------------------------- | ----------------- |
| 6 februari | 10:30 | Gemengdteam dubbels          | 12                |
| 6 februari | 11”45 | Gemengdteam individueel      | 21                |
| 7 februari | 14:01 | Dubbels (mannen) 1e run      | 18                |
| 7 februari | 14:46 | Dubbels (vrouwen) 1e run     | 12                |
| 7 februari | 15:42 | Dubbels (mannen) 2e run      |                   |
| 7 februari | 16:20 | Dubbels (vrouwen) 2e run     |                   |
| 7 februari | 17:20 | Individueel (vrouwen) 1e run | 31                |
| 7 februari | 18:50 | Individueel (vrouwen) 2e run |                   |
| 8 februari | 13:45 | Individueel (mannen) 1e run  | 30                |
| 8 februari | 15:20 | Individueel (mannen) 2e run  |                   |
| 8 februari | 17:00 | Team estafette               | 9                 |

## Medailles
| Onderdeel   | Goud | Goud | Zilver                                                                                         | Zilver                                                                                         | Brons | Brons |
| Mannen      | Mannen | Mannen | Mannen                                                                                         | Mannen                                                                                         | Mannen | Mannen |
| ----------- | --- | --- | ---------------------------------------------------------------------------------------------- | ---------------------------------------------------------------------------------------------- | --- | --- |
| Individueel | Max Langenhan Duitsland                                                                                       | Max Langenhan Duitsland                                                                                       | Felix Loch Duitsland                                                                           | Felix Loch Duitsland                                                                           | Nico Gleirscher Oostenrijk                                                                                | Nico Gleirscher Oostenrijk                                                                                |
| Dubbel      | Hannes Orlamünder Paul Gubitz Duitsland                                                                       | Hannes Orlamünder Paul Gubitz Duitsland                                                                       | Mārtiņš Bots Roberts Plūme Letland                                                             | Mārtiņš Bots Roberts Plūme Letland                                                             | Tobias Wendl Tobias Arlt Duitsland                                                                        | Tobias Wendl Tobias Arlt Duitsland                                                                        |
| Vrouwen     | | |                                                                                                |                                                                                                | | |
| Individueel | Julia Taubitz Duitsland                                                                                       | Julia Taubitz Duitsland                                                                                       | Merle Fräbel Duitsland                                                                         | Merle Fräbel Duitsland                                                                         | Emily Sweeney Verenigde Staten                                                                            | Emily Sweeney Verenigde Staten                                                                            |
| Dubbel      | Selina Egle Lara Kipp Oostenrijk                                                                              | Selina Egle Lara Kipp Oostenrijk                                                                              | Jessica Degenhardt Cheyenne Rosenthal Duitsland                                                | Jessica Degenhardt Cheyenne Rosenthal Duitsland                                                | Dajana Eitberger Magdalena Matschina Duitsland                                                            | Dajana Eitberger Magdalena Matschina Duitsland                                                            |
| Gemengdteam | | |                                                                                                |                                                                                                | | |
| Individueel | Max Langenhan Julia Taubitz Duitsland                                                                         | Max Langenhan Julia Taubitz Duitsland                                                                         | Jonathan Eric Gustafson Emily Sweeney Verenigde Staten                                         | Jonathan Eric Gustafson Emily Sweeney Verenigde Staten                                         | David Gleirscher Madeleine Egle Oostenrijk                                                                | David Gleirscher Madeleine Egle Oostenrijk                                                                |
| Dubbel      | Thomas Steu & Wolfgang Kindl Selina Egle & Lara Kipp Oostenrijk                                               | Thomas Steu & Wolfgang Kindl Selina Egle & Lara Kipp Oostenrijk                                               | Hannes Orlamünder & Paul Gubitz Dajana Eitberger & Magdalena Matschina Duitsland               | Hannes Orlamünder & Paul Gubitz Dajana Eitberger & Magdalena Matschina Duitsland               | Tobias Wendl Tobias Arlt Jessica Degenhardt Cheyenne Rosenthal Duitsland                                  | Tobias Wendl Tobias Arlt Jessica Degenhardt Cheyenne Rosenthal Duitsland                                  |
| Team        | | |                                                                                                |                                                                                                | | |
| Estafette   | Duitsland Julia Taubitz Hannes Orlamünder & Paul Gubitz Max Langenhan Jessica Degenhardt & Cheyenne Rosenthal | Duitsland Julia Taubitz Hannes Orlamünder & Paul Gubitz Max Langenhan Jessica Degenhardt & Cheyenne Rosenthal | Oostenrijk Madeleine Egle Thomas Steu & Wolfgang Kindl Nico Gleirscher Selina Egle & Lara Kipp | Oostenrijk Madeleine Egle Thomas Steu & Wolfgang Kindl Nico Gleirscher Selina Egle & Lara Kipp | Canada Embyr-Lee Susko Devin Wardrope & Cole Anthony Zajanski Theo Downey Beattie Podulsky & Kailey Allan | Canada Embyr-Lee Susko Devin Wardrope & Cole Anthony Zajanski Theo Downey Beattie Podulsky & Kailey Allan |

### Medaillespiegel
| Plaats | Land             | Goud | Zilver | Brons | Totaal |
| 1      | Duitsland        | 5    | 4      | 3     | 12     |
| 2      | Oostenrijk       | 2    | 1      | 2     | 5      |
| 3      | Verenigde Staten | 0    | 1      | 1     | 2      |
| 4      | Letland          | 0    | 1      | 0     | 1      |
| 5      | Canada           | 0    | 0      | 1     | 1      |
| Totaal | Totaal           | 7    | 7      | 7     | 21     |

1955 ·
1957 ·
1958 ·
1959 ·
1960 ·
1961 ·
1962 ·
1963 ·
1965 ·
1967 ·
1969 ·
1970 ·
1971 ·
1973 ·
1974 ·
1975 ·
1977 ·
1978 ·
1979 ·
1981 ·
1983 ·
1985 ·
1987 ·
1989 ·
1990 ·
1991 ·
1993 ·
1995 ·
1996 ·
1997 ·
1999 ·
2000 ·
2001 ·
2003 ·
2004 ·
2005 ·
2007 ·
2008 ·
2009 ·
2011 ·
2012 ·
2013 ·
2015 ·
2016 ·
2017 ·
2019 ·
2020 ·
2021 ·
2023 ·
2024 ·
2025 
Lijst van wereldkampioenen rodelen